# Papa Giovanni - Ioannes XXIII
Papa Giovanni - Joannes XXIII è una miniserie televisiva italiana del 2002, diretta da Giorgio Capitani.
Composta originariamente da due puntate, venne trasmessa in prima visione da Rai 1 nell'aprile 2002. Narra la vita di papa Giovanni XXIII, comunemente indicato con l'espressione "il papa buono".

## Trama

### Prima puntata
Venezia, 1958: il cardinale settantasettenne Angelo Roncalli è il patriarca di Venezia e gli viene data la notizia della morte di papa Pio XII, così parte per Roma: durante il viaggio ricorda la madre e la sua misera infanzia a Sotto il Monte, in Lombardia, quando scoprì la vocazione al sacerdozio nel 1889, vedendo che il parroco del paese era la sola persona a confortare le famiglie dei suoi amici, emigrati da piccoli in America. Arrivato a Roma per il conclave del 1958, i cardinali si stanno informando sulla figura di Roncalli e si fanno raccontare i fatti di Bergamo nel 1909, quando il giovane don Angelo partecipa assieme al vescovo Giacomo Radini-Tedeschi ad uno sciopero contro lo sfruttamento. Don Angelo ed il suo vescovo sono considerati socialisti e vengono inquisiti: viste le difficoltà degli operai il vescovo dona loro l'anello pastorale per rivenderlo e dare a tutti il ricavato. Successivamente verranno prosciolti dalle indagini. Don Angelo partecipa alla prima guerra mondiale come cappellano militare sul Carso nel 1915. Successivamente nel 1925 viene nominato vescovo dal papa Pio XI, che lo manda in Bulgaria, poiché ci sono scontri tra ortodossi e cattolici.
In occasione di un terremoto che ha distrutto numerosi villaggi ortodossi, il vescovo Roncalli offre loro cibo e denaro per la ricostruzione ed i rapporti tra le due chiese si avvicinano. Arrivano dei debiti accumulati con un usuraio greco che vuole pignorare i beni della chiesa di Sofia, ma Roncalli, come il suo precedente vescovo, gli offre il suo anello pastorale per rivenderlo e ripagarsi da solo i debiti. Da Roma arriva poi monsignor Mazzoli, suo sostituto, poiché non c'è stata nessuna conversione. Mentre se ne va trova i fratelli ortodossi a salutarlo in segno di gratitudine e amore. Nel 1944, durante la Seconda guerra mondiale, si trova in Turchia, i nazisti bloccano un treno carico di ebrei che stanno andando in terra santa, per portarli al lager di Treblinka, qui Roncalli incontra Sara e Gad Levi, che troverà successivamente a Roma, e cercherà grazie all'aiuto dell'ambasciatore nazista del Reich, von Papen, di rilasciare un salvacondotto che salverà centinaia di vite umane da Hitler (Roncalli chiederà l'assoluzione di von Papen nel processo di Norimberga e la otterrà, mentre i Levi chiameranno il loro figlio come lui).
Nel 1945, finita la guerra, Pio XII manda Roncalli e monsignor Montini alla Nunziatura Apostolica di Parigi per evitare l'espulsione di trenta vescovi che il presidente De Gaulle vorrebbe cacciare a causa della loro adesione al regime di Vichy, durante l'occupazione nazista: grazie alla mediazione di Roncalli, ne verranno espulsi solo tre. Per questo grande coraggio, viene nominato cardinale, ma a Venezia, non nella sua Lombardia. Intanto, tornando al 1958, dopo le "manovre" dei cardinali francesi e italiani guidati dal cardinale Alfredo Ottaviani, inizia il conclave ed il 28 ottobre 1958 viene eletto papa proprio Roncalli, col nome di Giovanni XXIII, che, abolendo molte antiche tradizioni (come il bacio del piede), si presenta bonariamente alla folla.

### Seconda puntata
Il Papa viene definito dai cardinali "di transizione" vista l'età avanzata, ma egli, convinto di non esserlo, modifica l'apparato burocratico e finanziario del Vaticano e dà anche un aumento di stipendio ai suoi dipendenti (tra cui il cardinale Nicola Canali, protodiacono nel suo Conclave), nominando anche Tardini e Montini cardinali e scegliendo il primo come segretario di Stato. Negli affari esteri incontra un mediatore tra USA e URSS, che gli riferisce l'inizio della costruzione del muro di Berlino e s'interessa al vescovo capo della Chiesa ucraina, imprigionato dal comunismo in un gulag in Siberia.
È il primo papa che vuole usare la televisione come mezzo di comunicazione diretto e per la prima volta esce dal Vaticano per andare a trovare i bambini in ospedale nel giorno di Natale, successivamente si reca al carcere di Regina Coeli a salutare i detenuti.
Questi sono i tempi della scomunica ai comunisti e Maria, una ragazza bergamasca, scrive al papa Giovanni poiché vuole sposare il suo fidanzato che è comunista ma il parroco glielo impedisce. Grazie all'intercessione del papa i due innamorati si sposeranno.
Giovanni XXIII riceve anche l'arcivescovo di Canterbury, riconciliando gli anglicani con i cattolici dopo secoli, e nomina altri nuovi cardinali, e per la prima volta non europei, poiché crede che bisogna rappresentare tutti i popoli della Terra (lo dice mentre si allontana ancora di più dal Vaticano, in un pellegrinaggio ad Assisi). Successivamente comunica ai cardinali di voler convocare un concilio ecumenico universale per discutere delle problematiche d'attualità, anche se il cardinale Ottaviani non è in totale accordo.
Inizia il Concilio ecumenico Vaticano II con il discorso della luna, l'11 ottobre 1962, a cui partecipano ministri di moltissime religioni e di tutto il mondo. Intanto il cardinale Tardini muore. Quando scoppia la crisi di Cuba, papa Giovanni manda un messaggio di pace agli USA e all'URSS, che funziona, dato che Kennedy e Chruščëv si ritirano dall'isola senza dichiarare guerra. Roncalli incontra la figlia del presidente sovietico Chruščëv in Vaticano e, ormai stremato dal tumore allo stomaco, firma la sua enciclica più famosa Pacem in Terris, finché non muore ultraottantenne il 3 giugno 1963, tra i sacerdoti ed i segretari che pregano insieme ad Ottaviani che si scusa con lui, così come la gente piangente in Piazza San Pietro e nel mondo. La sequenza finale mostra Angelo anziano e Angelo bambino che insieme vanno nell'aldilà.

## Accoglienza
La miniserie venne trasmessa in prima visione TV su Rai Uno il 21 e il 22 aprile 2002, ottenendo un enorme successo.
| n° | Prima TV Italia | Telespettatori | Share  |
| -- | --------------- | -------------- | ------ |
| 1  | 21 aprile 2002  | 11 680 000     | 43,54% |
| 2  | 22 aprile 2002  | 14 680 000     | 51,44% |

## Errori
- Nel pre-conclave, il card. Roncalli non appare affatto come un papabile. In realtà, quasi tutti i commentatori lo davano tra i favoriti.
- Sempre nel pre-conclave, i futuri cardinali Tardini e Dell'Acqua vengono rappresentati già vescovi, quando in realtà furono elevati alla dignità episcopale solamente il 14 dicembre 1958 dallo stesso Giovanni XXIII e consacrati insieme il 27 dicembre seguente per imposizione delle mani dello stesso pontefice nella stessa cerimonia in cui fu consacrato l'allora vescovo di Vittorio Veneto Albino Luciani.
- Prima del conclave, terminata una Messa, parlando con i due chierichetti, dice di voler chiedere al futuro papa di celebrare la Messa "verso il popolo". In realtà, stando ai suoi diari, lui era contrario ad una simile innovazione (già proposta e sperimentata all'epoca), che sarà realizzata dopo il Concilio Vaticano II, ma venendo discussa ed approvata dopo la sua morte.
- Nel ripercorrere retrospettivamente la sua esperienza di Nunzio Apostolico a Parigi, viene inquadrato il balcone della Nunziatura, che aveva lo stemma di Giovanni Paolo II, Papa regnante mentre si svolgevano le riprese (primi anni 2000), ma era certamente impossibile che ci fosse quello stemma, sul balcone, nel periodo in cui quelle scene erano ambientate ovvero negli anni '40 del XX secolo, quando Giovanni Paolo II era un giovane sacerdote della Polonia e la cattedra di Pietro era retta da Pio XII.